# 回龙镇 (肇庆市)
回龙镇，是中华人民共和国广东省肇庆市高要区下辖的一个乡镇级行政单位。

## 行政区划
回龙镇下辖以下地区：
回龙镇社区、澄湖村、松塘村、赤水塘村、黎槎村、大塘边村、宽郊村、旺洞村、同攸岗村、槎岗村、槎塘村、清湖村、大井村、松山村、大田塱村、刘村和光荣村。